# Rodina (partid politic)
Rodina (în rusă Родина, în limba română „Patria”) este un partid politic naționalist din Rusia. Acesta a apărut ca o coaliție de grupări naționaliste conduse de Dmitri Rogozin, Serghei Glazîev, Serghei Baburin, Viktor Gherașcenko, Gheorghi Șpak și Valentin Varennikov. Partidul se autodescrie ca fiind „patriot, naționalist” și susține o implicare mai mare a statului în economie. Rodina este considerat pro-Putin.
Desființat temporar în anul 2006, partidul și-a reînceput activitatea în anul 2012.